# Армянское игольное кружево

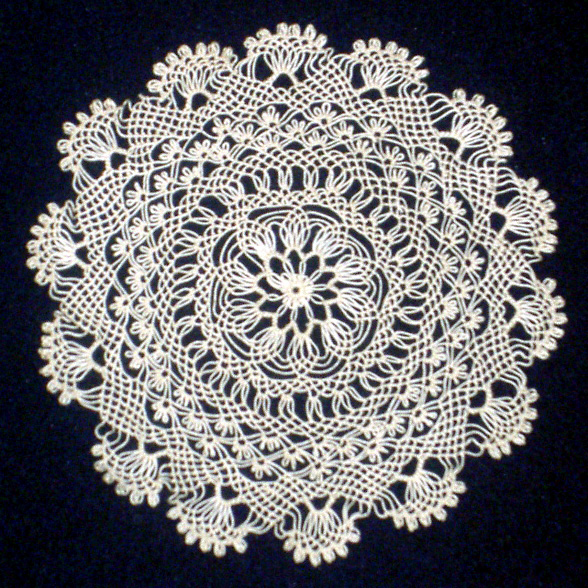
Армянское кружево около 2004 г.

Армя́нское иго́льное кру́жево (также известное как сми́рнское кру́жево, бебилла, назаре́тское кру́жево, узлова́тое кру́жево) — форма игольного кружева, сделанного с использованием иглы, нити и ножниц.
Простым, легким, сквозным, ажурным рисунком отличается армянское игольное кружево, центром изготовления которого традиционно был город Ван.
Кружево разреженное, нитка тонкая желтоватая крученая образует узор изделий круглой формы в виде розетки. Розетка иногда имеет вихревой характер. Даже в 1950-е годы, при всеобщей тяге к усложнению декоративности изделия и украшательству, армянское игольное кружево сохраняло почти античную строгость и четкость рисунка розеточной композиции.
Старейшие образцы, хранящиеся в музеях Армении, датированы концом XIX века.
Изделия, выполненные в технике игольного кружева, у армян широко использовались в быту в качестве покрывал, салфеток, кружевных лент, которые прикреплялись к женским головным уборам, позднее — в виде воротничков, наволочек, скатертей и других предметов домашнего обихода.
Армянское кружево отличается от палестинского в основном маленькими цветочками с объёмом, которые несколько оживляют полотно.

## История
Подобно филейному кружеву, армянское игольное кружево, по-видимому, является очевидным потомком сетчатого плетения.
Некоторые археологические данные, свидетельствующие об использовании кружева в доисторической Армении, и преобладание дохристианской символики в традиционных узорах, безусловно, предполагают наличие дохристианских корней в этом виде искусства.
Особой техникой создания тонких кружев иглой — «ванская нить» — отличались жители селений в районе озера Ван. Она получила распространение в городах Закавказья, России и Европы и по сей день сохранилась в Армении. Образцы армянских кружев ручного кружевоплетения выдержали конкуренцию с фабричной продукцией и стали популярны в Европе благодаря тому, что были сравнительно дёшевы. Кружевные изделия вошли на европейский рынок под названием «армянское кружево». 
В Армении считают, что венецианское игольное кружево создано армянами. Версия армян следующая: в XIV веке Киликийское армянское царство было в упадке. По этой причине ремесленники массово иммигрировали оттуда в Венецию, которая имела торговые связи с Киликией. По версии армян, киликийские кружевники и положили начало венецианскому кружеву. 

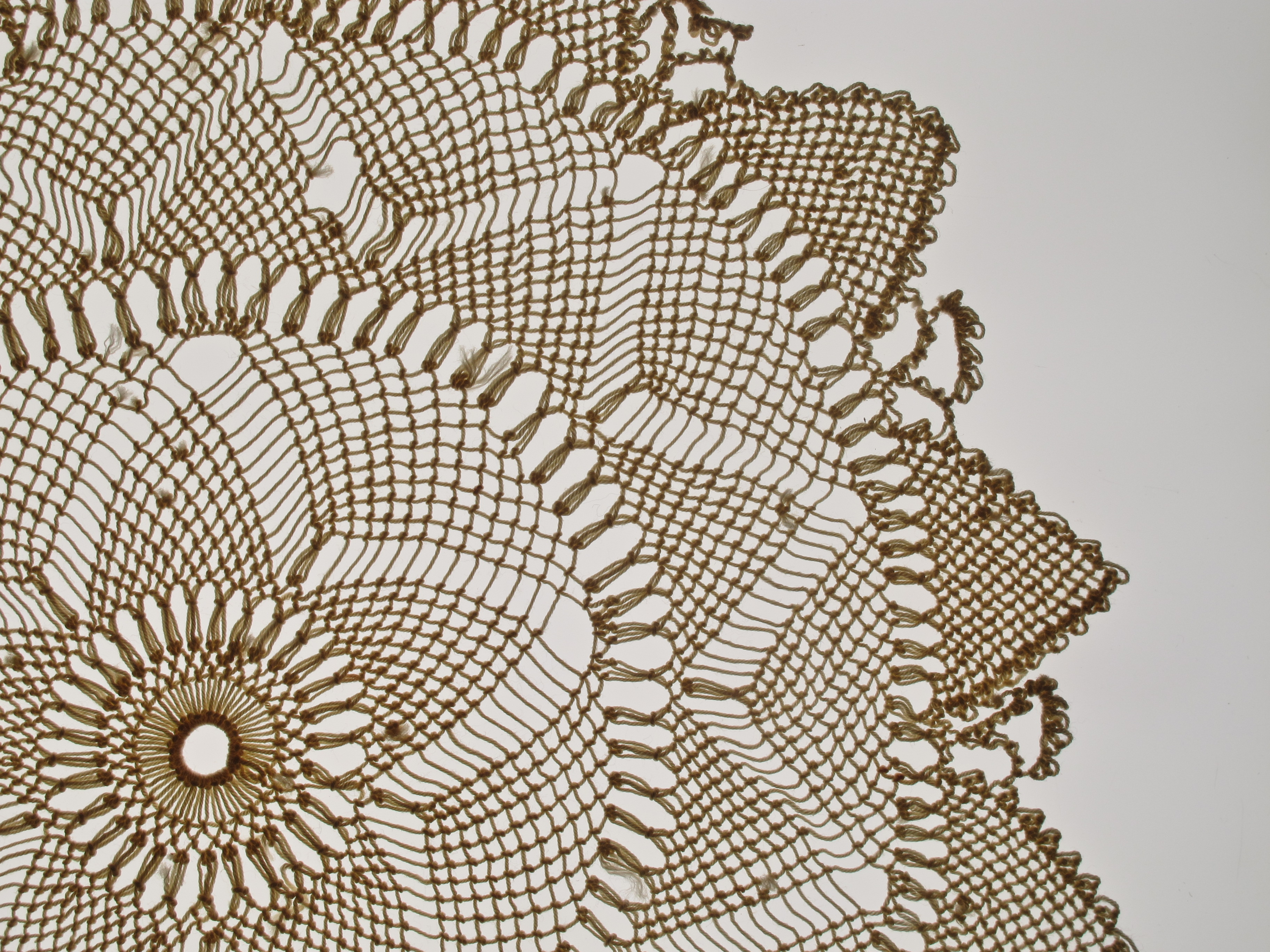
Кружевная салфетка. Около 1900 года

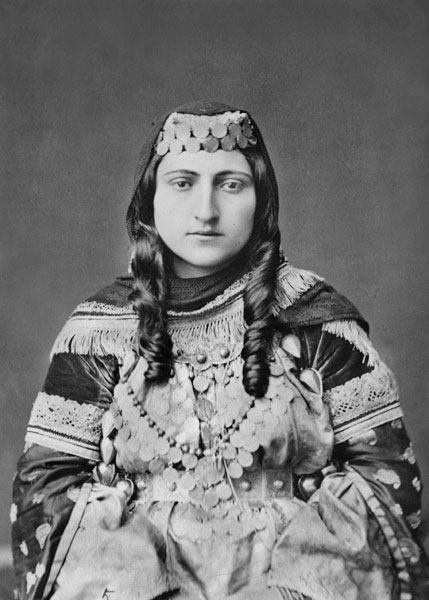
Шемахинская армянка в праздничной одежде, 1883 год. Рукава отделаны кружевом

В отличие от Европы, где кружево было прерогативой знати, в Армении оно использовалось всеми сословиями и встречалось как декоративный элемент и на традиционных головных платках, и на нижнем белье, так как кружевоплетением занимались большинство армянских женщин.
Особенно известны были две школы в области кружевоплетения: ванская и 
 каринская. Так как плетеньем украшались в основном бельё, столовые скатерти и салфетки, то кружево было очень тонким и нежным.
В Армении игольное кружево было городским ремеслом; его изготовлению обучали девочек, начиная с трех лет.
В советское время это искусство продолжало жить благодаря переселенцам из Эрзрумской области, жителям бассейна озера Севан и бывшим горожанам Вана. До массового распространения телевидения, плетение было любимым сопровождением соседских посиделок и было самым доступным элементом в украшении деревенских домов.
В кружеве Армении привлекает приверженность традициям — геометрическому орнаменту. В 1970-е годы несколько огрублена нить по сравнению даже с образцами начала XX века, желтовато-кремовый цвет сменился откровенно белым, что также не лучшим образом повлияло на внешний вид изделий.
Мастера советского периода Е. Геворкян, Р. Аратюнян, Г. Мирзоян, В. Кочарян и другие следовали лучшим традициям армянского игольного кружева, сохраняя стилевую точность и незаурядное мастерство.
В изделиях попроще, не предназначенных для выставок, традиция игольного кружева иногда заменяется вязанием при помощи крючка, но эти изделия не являются лучшими и типичными для промысла.

## Техника
Армянские мастерицы могли плести кружева на спицах, вязать крючком, с на коклюшках, но основной техникой оставалось шитьё кружев простой швейной иглой. Разнообразие, самобытность, богатство узоров и композиций выделяют армянское кружево среди других видов кружевного искусства. Наилучшее игольное кружево, впоследствии распространившееся в Шираке и Джавахке, традиционно изготавливались ванскими, киликийскими (Айнтап, Мараш, Урфа), каринскими и ереванскими мастерицами.
Кружевоплетение иглой было трудоёмким занятием: чтобы изготовить кружевную салфетку диаметром 30–40 см, нужно было работать над ней около месяца, поэтому кружевные изделия ценились очень высоко. Простая техника требовала кропотливого, тщательного и точного исполнения: ряд одинаковых узелков с незначительными просветами между ними, поверх которых выполняется узор с помощью «мережки», «арок», фестонов и другие приёмы в технике филейных работ. 
Одинаковая техника шитья отличалась цветом в зависимости от региона: ванские кружева в виде ряда узоров, образующих пояса, изготовлялись из очень белых и тонких катушечных ниток (занавеси, скатерти, салфетки круглой или овальной формы, покрывала), которые отличались «воздушностью». В Киликии на подобные изделия использовали более толстые нитки, поэтому они выглядели несколько массивнее. Каринские кружева обильно украшали мелкими разноцветными кружевными бутонами, цветками и листьями.
В целом, армянские кружева имели характерные орнаментально-художественные особенности, которые проявлялись в особом расположении отдельных мотивов и сложными композициями, восходящими к старинным традициям армянского орнаментального искусства. Наиболее распространённый мотивы — концентрические ряды в виде окружностей, эллипсов, квадратов и т.д., создающие впечатление бесконечности и изображение солнца: несколько изогнутых в виде полумесяца линий, расположенных вихреобразно.
Кружево делается путем завязывания узлов, которые обычно располагались на предыдущем круге изделия, создавая небольшие петли из нити, на них можно было завязать следующий круг узлов. Узоры создаются путем изменения длины петель, добавлением недостающих петель из предыдущего ряда, дополнительных петель и т. п.
При использовании в качестве кромки кружево может быть выполнено непосредственно по краю полотна. Когда начинается создание салфетки или объекта произвольной формы (например, птиц и цветов, украшающих традиционные головные платки), ряд петель завязывается на скользящем узле, который туго затягивается, чтобы завершить первый ряд.
Основной элемент этой работы — узелковый шов.

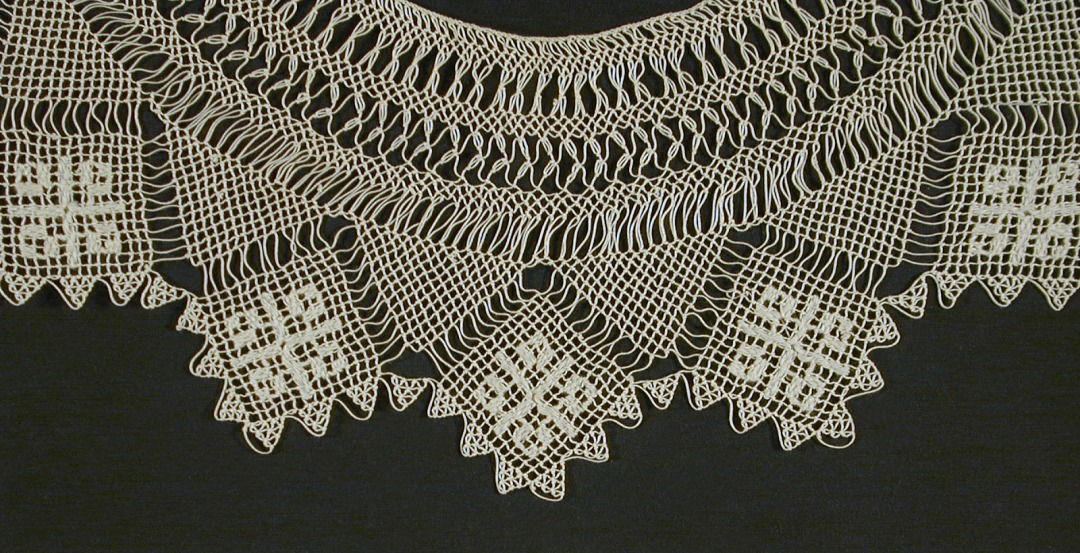
Женский воротничок. Середина XIX века- начало XX века

Предварительно натягивают нити по линиям намеченного рисунка, закрепляя их за край ткани. Нитку направляют справа налево. Затем протянутую нить покрывают узелковым швом в обратном направлении. Нитка проходит слева направо, образуя петлю. Затем иголку пропускают под натянутую нитку и подхватывают эту петлю. Чтобы получить петельный стежок в армянском кружеве, нить обводят вокруг иглы дважды, в результате чего при затягивании образуется узлообразное утолщение.
По сравнению с восточным, армянское кружево имеет более разреженную, почти сетчатую структуру. Рисунок обычно растительный: цветы, листья и даже целые деревца. Отдельные лепестки могут соединяться не только на плоскости, они могут создавать объемный мотив. На основе нити, соединенной в кольцо, выплетают розетку с широкими лепестками. Затем лепестки в широкой части соединяют между собой короткими стежками. В качестве каркаса для придания жесткости используется конский волос.